# Мексиканский бобовый жук
Мексиканский бобовый жук (лат. Epilachna varivestis) — вид божьих коровок, являющийся сельскохозяйственным вредителем. Он встречается на всей территории Мексики и на Востоке США. Не переносит сухих мест.

## Описание
Размер 6—7 мм. Цвет надкрылий разнообразен: от ярко-красного до ржаво-коричневого и золотисто-жёлтого. На каждом надкрылье присутствуют по 8 пятен. Самки откладывают от 500 до 600 яиц кучками по 40—60 на нижней стороне листьев. Цвет яиц варьируется от светло-желтого до оранжево-желтого, около 0,6 мм в ширину и 1,3 мм в длину. Личинки, также жёлтого цвета, покрыты шипами. При вылуплении длина личинок составляет около 1,5 мм, однако к периоду окукливания, они вырастают до 1 см, сменяя цвет на зеленовато-жёлтый.

## Питание
Питаются растениями семейства бобовых, такими как фасоль, вигна, люцерна, клевер и соя. Имаго могут поедать цветы и фрукты, однако предпочитают листья, поедая только мягкие ткани, это оставляет на листьях необычный узор. Личинки, как и взрослые, также питаются листьями и зачастую наносят даже больше вреда. Это приводит к снижению урожайности или даже к гибели растений.

## Борьба и естественные враги
На мексиканском бобовом жуке паразитируют оса Pediobius foveolatus и клоп Podisus maculiventris, снижая их численность. В некоторых случаях для борьбы с вредителем применяются инсектициды (пестициды).